# Sent Julien del Tornèl
Sent Julien del Tornèl (en francès Saint-Julien-du-Tournel) és un municipi francès situat al departament del Losera i a la regió d'Occitània.